# 國家大廈
國家大廈（State Tower）是泰國曼谷的一棟摩天大樓，位於是隆路（近湄南河），由Challenge Group所有。這棟建築修建於2001年，建築面積達300,000 m2（3,200,000 sq ft），有69層，高247米（810英尺），是泰國第8高的建築，也是泰國最高的多用途大廈。國家大廈內入駐了公寓、酒店式公寓、辦公室和商業設施，並且內有兩座五星級酒店。建築63層有一座露天餐廳，並且頂層還有兩座米其林餐廳。 設於國家大廈天台的酒吧是2009年電影《醉後大丈夫2》的取景場地。

## 外部連結
- Tower Club at lebua
- lebua at State Tower
- Chef's Table, Michelin Guide Thailand, 2021
- Mezzaluna, Michelin Guide Thailand, 2021